# Myrciaria dubia
Myrciaria dubia är en myrtenväxtart som först beskrevs av Carl Sigismund Kunth, och fick sitt nu gällande namn av Mcvaugh. Myrciaria dubia ingår i släktet Myrciaria, och familjen myrtenväxter. Inga underarter finns listade i Catalogue of Life.

## Bildgalleri

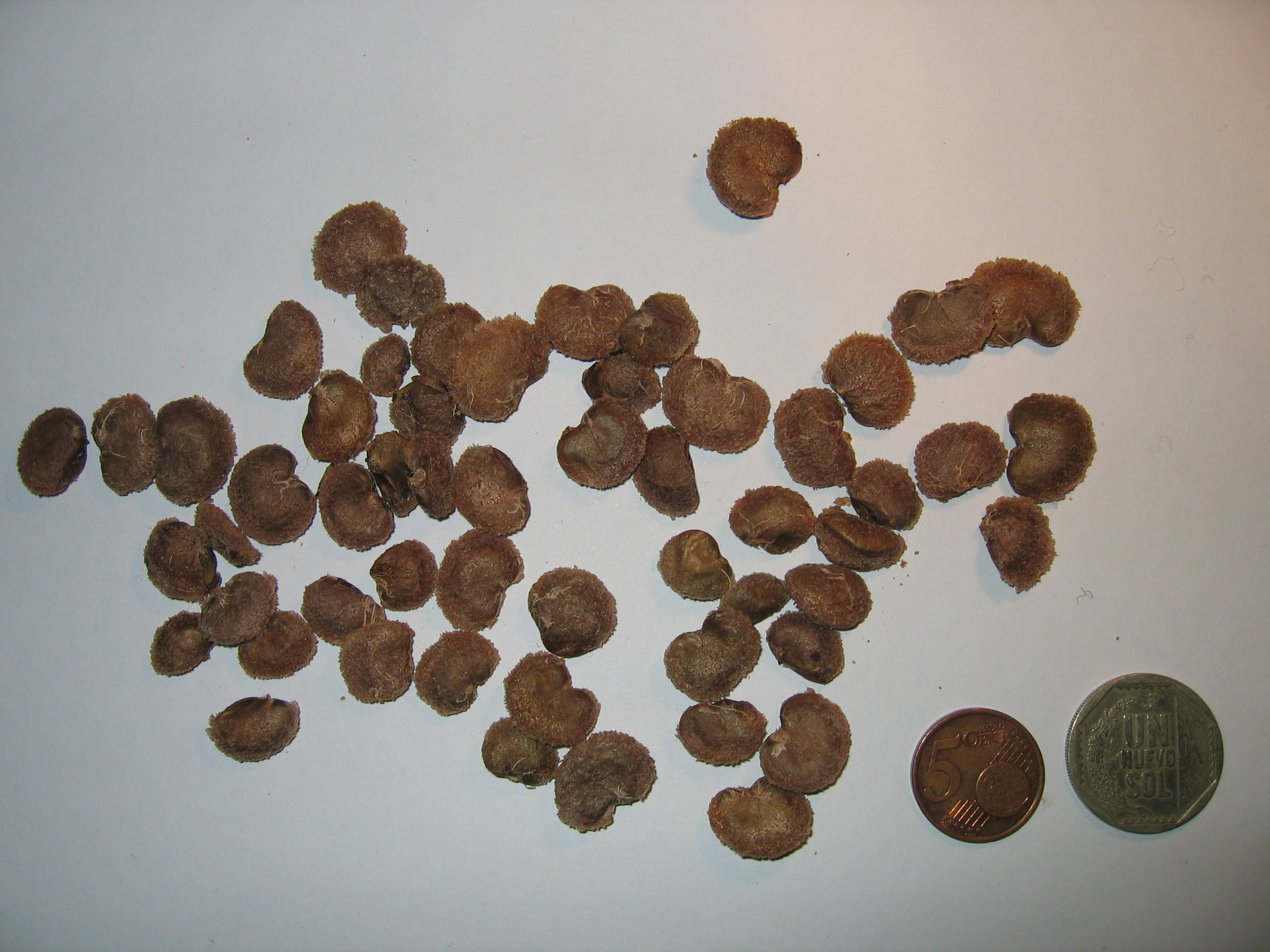